# Vladimir Beșleagă
Vladimir Beșleagă (n. 25 iulie 1931, Mălăiești, raionul Grigoriopol, RASS Moldovenească, RSS Ucraineană, URSS – d. 25 februarie 2025, Chișinău, Republica Moldova) a fost un eseist, jurnalist, prozator, scriitor, traducător din Republica Moldova, deputat în Parlamentul Republicii Moldova între 1990 și 1994 (primul legislativ ales în mod democratic). A fost decorat cu titlul de „Scriitor al Poporului”.

## Biografie

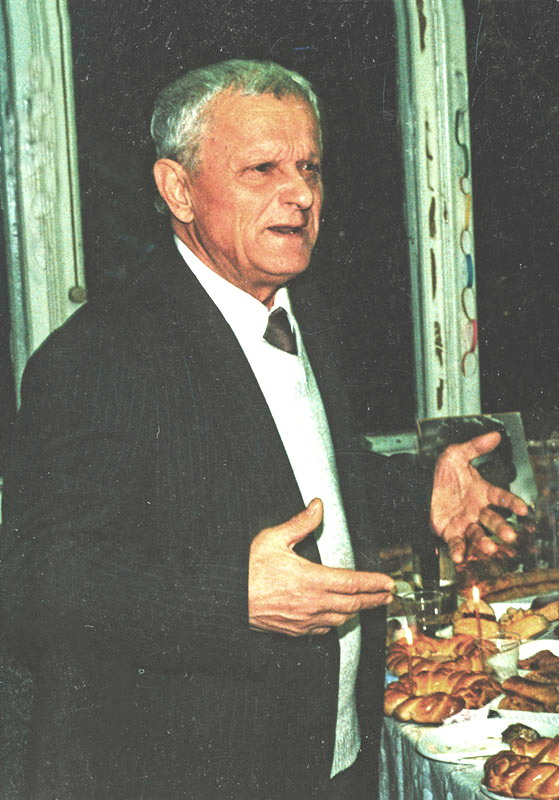
Vladimir Beșleagă

S-a născut la 25 iulie 1931, în satul Mălăiești, raionul Grigoriopol, R.A.S.S. Moldovenească, Uniunea Sovietică, în familia lui Vasile și Eugenia (Fevronia). După studiile universitare, a încercat știința literară, lucrând asupra unei teze despre proza lui Liviu Rebreanu. A abandonat însă proiectul din cauza cenzurii comuniste.
După câțiva ani de gazetărie, s-a consacrat muncii literare. A debutat în 1963 cu culegerea de nuvele La fîntîna Leahului, după care au urmat alte cărți de proză. În 1965, a devenit membru al Uniunii Scriitorilor din Moldova.  În 1970, a apărut în traducerea lui Beșleagă romanul antic pastoral Dafnis și Cloe de Longos. În 1971, a fost lansat filmul artistic Povârnișul, producție a studioului Moldova-film în regia lui Iacob Burghiu, după un scenariu de Vladimir Beșleagă, Iacob Burghiu și Vadim Rojcovschi. În 1989 a fost lansat Durere, un film după romanul omonim al autorului. În 1992, a fost publicat, pentru prima dată în grafie latină, volumul antologic Zbor frînt.
A fost secretar al Comitetului de conducere al Uniunii Scriitorilor din Moldova, redactor-șef adjunct al revistei „Basarabia”. Din 1994, a fost membru al colegiului de redacție și angajat în calitate de redactor stilist la revista de istorie și cultură „Destin românesc”. Din 2001, s-a concentrat pe memorialistică (momente-amintiri de natură psihologic-formativă din propria viață) și dramaturgie. Concomitent, a ținut rubrici la diverse publicații (Flux, Jurnal de Chișinău, Timpul), colaborând frecvent cu posturi de radio (Vocea Basarabiei, Antena C) și televiziuni (Jurnal TV, Publika TV).
Vladimir Beșleagă s-a implicat activ în reactivarea și recunoașterea Mitropoliei Basarabiei.
În anul 2004, i-a fost acordat Premiul de Excelență al Uniunii Scriitorilor pentru întreaga operă literară și activitate publică.
În 1956 s-a căsătorit și în același an s-a născut fiica Stela. Fiul Alexandru s-a născut în 1963.

## Operă literară

### Literatură pentru copii
- 1956: Zbânțuilă : [povestiri]
- 1959: Vacanța mea : [povestire pentru școala de șapte ani]
- 1962: Buftea : [povestire pentru grădinița de copii]
- 1963: Gălușca lui Ilușca : [povestire pentru grădinița de copii și școala primară]

1963: La fîntîna Leahului
- 1964: Vrei să zbori la lună? : [povestiri]
- 2005: Băiatul și fetița la joacă : [povestire]
- 2006: Broasca și smântâna, sau primele mijiri poetice
- 2009: Dirimaga : [povestiri]

### Romane
- 1966: Zbor frînt
- 1976: Acasă

1976: Isai
- 1979: Ignat și Ana

1979: Durere
- 1981: Durere frîntă
- 1985: Sînge pe zăpadă (primul roman din trilogia despre Miron Costin)
- 1990: Cumplite vremi (volumul al doilea al aceleiași trilogii)
- 1988: Viața și moartea nefericitului Filimon sau anevoioasa cale a cunoașterii de sine (poem tragic scris în 1969-1970)
- 1993: Nepotul
- 2017: Cumplite vremi[11]
- 2022: Zbânțurile și zgâlțurile copilăriei mele

### Alte cărți
- 1971: Patria sovietică
- 1981: Suflul vremii
- 1985: Sânge pe zăpadă
- 1988: Povară sau tezaur sfânt?
- 1990: Cumplite vremi...
- 1992: Pădurea albastră. Cel de-al treilea dacă ar fi fost acolo ...
- 2006: Hoții din apartamente
- 2010: Centenar Vasile Coroban. Omul de spirit
- 2010: Destine transnistriene
- 2021: Cărțile copilăriei mele
- 2022: Cu patu-n drum : Pătăranii de altădată
- 2022: Viață, vremuri, vise. Vol. 2
- 2024: Jocurile și șocurile tinereții
- 2024: Pe drumul Unirii : Povestea mișcării naționale din Moldova sovietică relatată pe scurt strănepotului Patrik

### Traduceri
- 1967: D. Mamed-Kuli-Zade, Cutia poștală
- 1970: K. Fedin, Orașe și ani

1970: Longos, Dafnis și Hloe
- 1972: Harriet Beecher Stowe, Coliba unchiului Tom
- 1976: Erasmus, Lauda prostiei[12]